# Las Gavias
Las Gavias es un barrio del municipio de San Cristóbal de La Laguna, en la isla de Tenerife (Canarias, España), ubicado al norte del casco municipal, cerca de San Benito. 
Es un espacio de elevado potencial agrícola, y el topónimo hace referencia al sistema tradicional de riego que aprovecha las aguas de escorrentía. En la actualidad la actividad agrícola casi ha desaparecido y es una zona residencial. 